# Groene jachtspin
De groene jachtspin (Micrommata virescens) is een spin uit de familie van de jachtkrabspinnen (Sparassidae). De wetenschappelijke naam van de soort werd, als Araneus virescens, in 1758 gepubliceerd door Carl Alexander Clerck.

## Kenmerken
Het vrouwtje is heldergroen, met een duidelijke groene streep op het achterlijf. Een mannelijk exemplaar is makkelijk te herkennen aan het geel-rood gestreepte achterlijf, en het bovendien donkerder groene kopborststuk. Het mannetje wordt 8 tot 10 mm lang en het vrouwtje bereikt een lengte van 12 tot 15 mm.

## Levenswijze
Kort na de paring bouwt het vrouwtje een discusvormige eicocon tussen de bladeren. Ze verlaat nauwelijks of nooit het nest. Nadat de eitjes zijn uitgekomen is het vrouwtje sterk vermagerd en geel gekleurd. Na een week verlaten de jonge spinnetjes het nest en gaat het vrouwtje ook zelfstandig op jacht. De juvenielen zijn lichtgroen gekleurd, maar mannetjes kleuren na 4 maanden bleekbruin en dan is de tekening op het achterlijf al duidelijk te zien. Deze spin kan tot 18 maanden oud worden.

## Verspreiding en habitat
De groene jachtspin leeft in warme gebieden op lage vegetatie, zoals in struikgewas en grasland. Ze komt voor in een groot deel van het Palearctisch gebied, met uitzondering van IJsland. De spin komt ook in Nederland voor, vooral in Hoog-Nederland, met onder meer een grote populatie in Nationaal Park De Meinweg.